# کانن ئی‌اواس-۱دی
کانن ئی‌اواس-۱دی (به انگلیسی: Canon EOS-1D) یک دوربین عکاسی تک‌لنزی بازتابی ساخت شرکت کانن است.